# Sammlung Geologischer Führer
Die Sammlung Geologischer Führer ist eine deutschsprachige geologische Buchreihe, die in dem Wissenschaftsverlag Gebrüder Borntraeger Verlagsbuchhandlung in Stuttgart erscheint.

## Zur Sammlung
Ihre ersten 36 Bände erschienen vor dem Zweiten Weltkrieg, der Band 1 1897 und Band 36 im Jahre 1939. Band 37 (C. W. Kockel: Schiefergebirge und Hessische Senke um Marburg/Lahn) erschien als erster Folgeband nach dem Krieg 1958. Sie behandeln hauptsächlich Deutschland, Österreich und die Schweiz, aber auch einige andere Länder (darunter Vulkangebiete in Italien, Elba, Korsika, Sardinien, Kanaren, Kreta, Südtirol und Südalpen-Gebiet, Ungarn, Kalifornien, Namibia, Oman). Alle bis auf den Namibia- und Oman-Band sind in deutscher Sprache verfasst.

## Bände
- Band 1: Richard Beck: Geologischer Wegweiser durch das Dresdner Elbtalgebiet zwischen Meissen und Tetschen, 1897, 2. Auflage 1914
- Band 2: Eugen Geinitz: Geologischer Führer durch Mecklenburg, 1899
- Band 3: Wilhelm Deecke: Geologischer führer durch Bornholm 1899, Archive
- Band 4: Wilhelm Deecke: Geologischer führer durch Pommern 1899, Archive
- Band 5: Ernst Wilhelm Benecke, Hugo Bücking, Leopold van Werveke, E. Schumacher: Geologischer Führer durch das Elsass 1900, Archive
- Band 6: Georg Gürich: Geologischer Führer in das Riesengebirge, 1900, Archive
- Band 7: Anders Hennig: Geologischer führer durch Schonen 1900, Archive
- Band 8: Wilhelm Deecke: Geologischer Führer durch Campanien, 1901, Archive
- Band 9: Alexander Tornquist, mit Beiträgen von Armin Baltzer, Cesare Porro: Geologischer Führer durch Oberitalien, Teil 1. Das Gebirge der ober-italienischen Seen 1902, Archive
- Band 10: August Rothpletz: Geologischer Führer durch die Alpen. I. Das Gebiet der zwei grossen rhätischen Überschiebungen zwischen Bodensee und dem Engadin, 1902, Archive
- Band 11: Armin Baltzer: Das Berneroberland und Nachbargebiete, 1906, Archive
- Band 12: Franz Xaver Schaffer: Geologischer Führer für Exkursionen im inneralpinen Becken der nächsten Umgebung von Wien, Teil 1, 1907, Archive
- Band 13: Franz Xaver Schaffer: Geologischer Führer für Exkursionen im inneralpinen Becken der nächsten Umgebung von Wien, Teil 2, 1908
- Band 14: Richard Johann Schubert: Geologischer Führer durch Dalmatien 1909
- Band 15: Gustav Klemm: Führer bei geologischen Exkursionen im Odenwald, 1910
- Band 16: Carl Mordziol: Geologischer Führer durch das Mainzer Tertiärbecken 1, Allgemeine Übersicht und Exkursionsführer in die Umgebung von Mainz und Wiesbaden 1911
- Band 17: Richard Johann Schubert Geologischer Führer durch die nördliche Adria, 1912
- Band 18: Franz Xaver Schaffer, Geologischer Führer für Exkursionen im inneralpinen Becken der nächsten Umgebung von Wien, Teil 3, 1913
- Band 19: Erich Krenkel: Geologischer Führer durch Nordwest-Sachsen 1914
- Band 20: Paul Johannes Beger: Geologischer führer durch die Lausitz 1914
- Band 21: Hugo Bücking: Geologische Führer durch die Rhön, 1916
- Band 22: Wilhelm Hammer: Geologischer Führer durch die Westtiroler Zentralalpen, 1922
- Band 23: Otto Pratje: Geologischer Führer für Helgoland und die umliegenden Meeresgründe, 1923
- Band 24: Max Richter: Geologischer Führer durch die Allgäuer Alpen zwischen Iller und Lech, 1924
- Band 25: Ernst Kraus: Geologischer Führer durch Ostpreußen 1, 1924
- Band 26: Erich Spengler, Julius Pia: Geologischer Führer durch die Salzburger Alpen und das Salzkammergut, 1924
- Band 27: Ernst Kraus: Geologischer Führer durch Ostpreußen 2: Spezieller Teil, 1925
- Band 28: Georg Frebold: Geologischer Führer durch das Hannoversche Bergland, 1. Teil: Das Gebiet rheinischer Störungen (Südlicher Teil), 1925
- Band 29: Fritz Dahlgrün, Otto Erdmannsdörffer, Walter Schriel: Geologischer Führer durch den Harz 1: Oberharz und Brockengebiet 1925
- Band 30: Fritz Dahlgrün, Otto Erdmannsdörffer, Walter Schriel: Geologischer Führer durch den Harz 2: Unterharz und Kyffhäuser, 1925
- Band 31: Adolf Wurm: Geologischer Führer durch Fichtelgebirge und Frankenwald, 1925
- Band 32: Franz Heritsch: Geologischer Führer durch die Zentralalpen östlich von Katschberg und Radstädter Tauern, 1926
- Band 33: Raimund von Klebelsberg zu Thumburg: Geologischer Führer durch die südtiroler Dolomiten, 1928
- Band 34: Josef Emanuel Hibsch: Geologischer Führer durch das Böhmische Mittelgebirge, 1930
- Band 35: Hans Scupin: Geologischer Führer durch die Nordsudeten 1933
- Band 36: Arthur Winkler-Hermaden: Geologischer Führer durch das Tertiär- und Vulkanland des steirischen Beckens 1939
- Band 37: Carl Walter Kockel: Schiefergebirge und Hessische Senke um Marburg/Lahn. 1958
- Band 38: Horst Falke: Rheinhessen und die Umgebung von Mainz, 1960
- Band 39: Hermann Schmidt, Werner Pleßmann: Sauerland. 1961, unveränderter Nachdruck 1981.
- Band 40: Manfred Gwinner, Otto Franz Geyer: Die Schwäbische Jura, 1962, Neuauflage als Band 67
- Band 41: Adolf Wurm: Frankenwald, Fichtelgebirge und Nördlicher Oberpfälzer Wald. 1962.
- Band 42: Helmut W. Flügel: Das Steirische Randgebirge. 1963.
- Band 43: Erwin Rutte: Mainfranken und Rhön, 1965, siehe Neuauflage Band 74
- Band 44: Siegfried Matthes, Martin Okrusch: Spessart. 1965 (Neuauflage 2011 als Band 106)
- Band 45: Max Richter: Allgäuer Alpen, 1966
- Band 46: Ulrich Rosenfeld: Kleines Fachwörterbuch.1966.
- Band 47: Helmut W. Flügel Haymo Heritsch: Das Steirische Tertiär-Becken. 2. Auflage des Geologischen Führers durch das Tertiär- und Vulkanland des Steirischen Beckens von Arthur Winkler-Hermaden. 1968.
- Band 48: Dieter Richter: Aachen und Umgebung. Nordeifel und Nordardennen mit Vorland. 3., vollkommen überarb. Auflage 1985.
- Band 49: Max Richter: Vorarlberger Alpen. 2. veränd. Auflage. 1978.
- Band 50: Bernt Schröder: Fränkische Schweiz und Vorland. 3. Auflage. 1977.
- Band 51: Hans Pichler: Italienische Vulkan-Gebiete I. Somma-Vesuv, Latium, Toscana, 1970
- Band 52: Hans Pichler: Italienische Vulkan-Gebiete II. Phlegräische Felder, Ischia, Ponza-Inseln, Roccamonfina, 1970.
- Band 53: Fridolin Purtscheller: Oetztaler und Stubaier Alpen. 2., veränd. Auflage. 1978.
- Band 54: Gerhard H. Bachmann, Manfred P. Gwinner: Nordwürttemberg; Stromberg, Heilbronn, Löwensteiner Berge, Schwäbisch Hall, 1979, Neuauflage 1998
- Band 55: Dieter Richter: Ruhrgebiet und Bergisches Land. Zwischen Ruhr und Wupper. 3. Auflage. 1996.
- Band 56: Josef Frechen: Siebengebirge am Rhein—Laacher Vulkangebiet—Maargebiet der Westeifel. 3. Auflage 1977
- Band 57: Hansjörg Streif: Das ostfriesische Küstengebiet. Nordsee, Inseln, Watten und Marschen. 2. völlig neubearb. Auflage. 1990 (die erste Auflage 1973 war von Karl-Heinz Sindowski)
- Band 58: Kurt Mohr: Harz-Westlicher Teil, 5. Auflage 1998
- Band 59: Benno Plöchinger, Siegmund Prey: Der Wienerwald. Redaktion: Wolfgang Schnabel. 2. völlig neubearb. Aufl. 1993. 3. vollst. überarbeitete Auflage von Hans Egger, Godfrid Wessely 2014
- Band 60: H. Wolfgang Wagner, Friederike Kremb-Wagner, Martin Koziol, Jörg Negendank, Trier und Umgebung, 3. Auflage 2011 (zuerst von Negendank 1983)
- Band 61: Manfred Gwinner, Knut Hinkelbein: Stuttgart und Umgebung. 1976 (neu aufgelegt als Teil von Band 54)
- Band 62: Albert Schreiner: Hegau und westlicher Bodensee. 2. berichtigte Auflage. 1984.
- Band 63: Toni Labhart: Aarmassiv und Gotthardmassiv. 1977.
- Band 64: Hans Waldeck: Die Insel Elba und die kleineren Inseln des Toskanischen Archipels. Mineralogie, Geologie, Geographie, Kulturgeschichte. 2., verbesserte und erw. Auflage. 1986.
- Band 65: Erwin Nickel: Odenwald. Vorderer Odenwald zwischen Darmstadt und Heidelberg. Unter Mitarb. von Michael Fettel. 2. erw. Auflage. 1985.
- Band 66: Karl-Heinz Sindowski: Zwischen Jadebusen und Unterelbe. 1979.
- Band 67: Otto Franz Geyer, Manfred P. Gwinner: Die Schwäbische Alb und ihr Vorland. 3. verb. Auflage. 1984.
- Band 68: Hellmut Grabert: Oberbergisches Land. Zwischen Wupper und Sieg. 1980.
- Band 69: Hans Pichler: Italienische Vulkan-Gebiete III. Lipari, Vulcano, Stromboli, Tyrrhenisches Meer. 1981, 2. Auflage. 1990.
- Band 70: Kurt Mohr: Harzvorland—Westlicher Teil. 1982.
- Band 71: Werner Heißel: Südtiroler Dolomiten. 1982
- Band 72: Volker Schweizer (unter Mitarbeit von Reinhart Kraatz): Kraichgau und südlicher Odenwald. 1982
- Band 73: Benno Plöchinger: Salzburger Kalkalpen. 1983
- Band 74: Erwin Rutte, Norbert Wilczewski: Mainfranken und Rhön. 3., überarbeitete Auflage 1995
- Band 75: Hans Heierli: Die Ostschweizer Alpen und ihr Vorland. Säntismassiv, Churfirsten, Mattstock, Alviergruppe, Appenzeller Molasse. 1984.
- Band 76: Hans Pichler: Italienische Vulkangebiete IV. Aetna und Sizilien. 1984.
- Band 77: Dieter Richter: Allgäuer Alpen. 3. veränd. Auflage. 1984.
- Band 78: László Trunkó: Karlsruhe und Umgebung. Nördlicher Schwarzwald, südlicher Kraichgau, Rheinebene, Ostrand des Pfälzer Waldes und der Nordvogesen. 1984
- Band 79: Karlheinz Rothausen, Volker Sonne: Mainzer Becken. 1984, 2. völlig neub. Auflage von Peter Schäfer 2012
- Band 80: Reinhard Exel: Sardinien. Geologie, Mineralogie, Lagerstätten, Bergbau. 1986.
- Band 81: Peter Rothe: Kanarische Inseln. Lanzarote, Fuerteventura, Gran Canaria, Tenerife, Gomera, La Palma, Hierro. 2. völlig neubearb. Auflage. 1996.
- Band 82: Paul Schmidt-Thomé: Helgoland, seine Dünen Insel und die umgebenden Klippen und Meeresgründe. 1987.
- Band 83: Hans Pichler: Italienische Vulkangebiete V. Mte. Vulture, Äolische Inseln II (Saline, Filicudi, Alicudi, Panarea), Mti. Iblei, Capo Passero, Ustica, Pantelleria und Linosa. 1989.
- Band 84: Horst Ernst Schneider:[2] Saarland. Mit Beiträgen von Dieter Jung. 1991.
- Band 85: Gerd Seidel: Thüringer Becken, 1992
- Band 86: Otto Franz Geyer.: Die Südalpen zwischen Gardasee und Friaul. Trentino, Veronese, Vicentino, Bellunese. 1993
- Band 87: Dieter Beeger, Werner Quellmalz:[3] Dresden und Umgebung. 1994.
- Band 88: Klaus Duphorn, Heinz Kliewe, Hans Otto Niedermeyer, Hans Otto, Wolfgang Janke, Friedrich Werner: Die deutsche Ostseeküste. 1995, 2. völlig neub. Auflage 2011
- Band 89: Wilhelm Meyer, Johannes Stets: Das Rheintal zwischen Bingen und Bonn, 1996
- Band 90: Gerhard H. Bachmann, Horst Brunner: Nordwürttemberg: Stuttgart, Heilbronn, und weitere Umgebung, 1998
- Band 91: László Trunkó: Ungarn: Bergland um Budapest, Balaton-Oberland, Südbakony, unter Mitarbeit von Pál Müller, 2000
- Band 92: Josef Theodor Groiss, Hellmut Haunschild und Arnold Zeiss: Das Ries und sein Vorland, 2000
- Band 93: Peter Prinz-Grimm, Ingeborg Grimm: Wetterau und Mainebene 2002
- Band 94: Otto Franz Geyer, Matthias Geyer, Thomas Schober: Hochrhein-Regionen zwischen Bodensee und Basel, 2003
- Band 95: Thomas Martens:[4] Thüringer Wald, 2003
- Band 96: Gerald Patzelt: Nördliches Harzvorland: Subherzyn, östlicher Teil, 2003
- Band 97: Gabi Schneider: The Roadside Geology of Namibia. 2004.
- Band 98: Wolfgang Frisch, Martin Meschede, Joachim Kuhlemann: Elba: Geologie, Struktur, Exkursionen und Natur, 2008
- Band 99: Joachim Kuhlemann, Wolfgang Frisch, Martin Meschede: Korsika: Geologie, Natur und Landschaft, Exkursionen, 2009
- Band 100: Roland Walter: Aachen und südliche Umgebung: Nordeifel und Nordost-Ardennen, 2010
- Band 101: Roland Walter: Aachen und nördliche Umgebung: Mechernicher Voreifel, Aachen-Südlimburger Hügelland und westliche Niederrheinische Bucht, 2010
- Band 102: Dieter Günther: Schwarzwald und seine Umgebung: Geologie, Mineralogie, Bergbau; Umwelt und Geotourismus, 2010
- Band 103: Gerhard Eisbacher, Werner Fielitz: Karlsruhe und seine Region: Nordschwarzwald, Kraichgau, Neckartal, Oberrhein-Graben, Pfälzerwald und westliche Schwäbische Alb, 2010
- Band 104: Hans Joachim Franzke, Max Schwab: Harz, östlicher Teil: mit Kyffhäuser Kristallin, 2011
- Band 105: 2. völlig neub. Auflage von Band 88, Niedermeyer u. a. Die deutsche Ostseeküste, 2011
- Band 106: Martin Okrusch, Gerd Geyer, Joachim Lorenz: Spessart, 2011
- Band 107: Ullrich Kull: Kreta, unter Mitarbeit von Stergos Diamantoglou und Unterstützung durch Thomas Theye und Götz Schneider, 2012
- Band 108: Patrick Stäheli: Kalifornien I: Basin und Range, Transverse und Peninsular Ranges, Death Valley, Mojave-Wüste, Geologie und Exkursionen, 2013
- Band 109: Patrick Stäheli: Kalifornien II, Norden und Westen, 2014
- Band 110: Gösta Hoffmann,[5] Martin Meschede, Anne Zacke,[6] Mohammed Al Kindi: Field Guide to the Geology of Northeastern Oman, 2016[7]
- Band 111: Hans-Jürgen Anderle;[8] fortgeführt von: Peter Rothe; Hans-Jürgen Scharpff: Taunus, 2021
- Band 112: Georg Hoinkes,[9] Karl Krainer, Peter Tropper:[10] Ötztaler Alpen, Stubaier Alpen und Texelgruppe, 2021
- Band 113: Matthias Geyer,[11] Nils Gies: Hegau. Geologie der Vulkanlandschaft zwischen Donau und Bodensee, 2021